# The Living Wage (film 1914)
The Living Wage è un cortometraggio muto del 1914 diretto da Willard Newell.

## Produzione
Il film fu prodotto dalla Selig Polyscope Company.

## Distribuzione
Distribuito dalla General Film Company, il film - un cortometraggio in una bobina - uscì nelle sale cinematografiche statunitensi il 6 gennaio 1914.